# Подборов'я-2
Подборов'я-2 (рос. Подборовье-2) — присілок в Псковському районі Псковської області Російської Федерації.
Населення становить 13 осіб. Входить до складу муніципального утворення Торошинська волость.

## Історія
Від 2015 року входить до складу муніципального утворення Торошинська волость.

## Населення
| 2001 | 2002 | 2010 |
| ---- | ---- | ---- |
| 18   | ↗25  | ↘13  |